# Chinesisches Sicherheitsgesetz für Hongkong

Staatswappen der Volksrepublik China

Das chinesische Sicherheitsgesetz für Hongkong, offiziell: Gesetz zur Bewahrung der nationalen Sicherheit der Sonderverwaltungszone Hongkong der Volksrepublik China (chinesisch 中華人民共和國香港特別行政區維護國家安全法 / 中华人民共和国香港特别行政区维护国家安全法), ist ein am 30. Juni 2020 in Kraft getretenes Gesetz, erlassen durch den Ständigen Ausschuss des Nationalen Volkskongresses in Reaktion auf die seit dem Vorjahr hervortretenden Proteste, deren Anlass ein in 2019 vorgeschlagenes Auslieferungsgesetz war.
Den im Gesetz vorgeschriebenen Straftaten gehören „Sezession“, „Subversion“, „Terrorismus“ und „Absprache mit ausländischen Mächten“. Zu dessen Durchsetzung ermächtigt das Gesetz die Hongkonger Regierung zu erweiterten Befugnissen zur Durchsuchung, Überwachung, Einschränkung von Informationsquellen sowie unter anderem zur Beschlagnahme von Vermögen (siehe Durchsetzung des Gesetzes). Das der Zentralen Volksregierung unterstehende Amt für Bewahrung der Nationalen Sicherheit ist die im Gesetz vorgesehene Aufsichtsbehörde und genießt Extraterritorialität von der Hongkonger Gerichtsbarkeit bezüglich „tätigkeitsrelevanter Verhalten“. Es wurde am 8. Juli 2020 gegründet.

## Überblick
Die Gesetzesinitiative fußt auf den Bestimmungen des Artikel 23 des 1997 in Kraft getretenen Grundgesetzes von Hongkong, dem Hong Kong Basic Law, wonach die Sonderverwaltungszone Hongkong verpflichtet ist, sich ein eigenes Sicherheitsgesetz zu geben. Nach Artikel 23 hätte dies allerdings vom hierfür zuständigen Legislativrat von Hongkong verabschiedet werden müssen und nicht wie geschehen vom Ständigen Ausschuss des Nationalen Volkskongresses der Volksrepublik China.
2003 scheiterte nach Massenprotesten ein erster Versuch der Verwaltung Hongkongs, nach der Rückgabe der ehemaligen britischen Kronkolonie an China im Jahr 1997 das Gesetzgebungserfordernis nach Artikel 23 zu erfüllen.

Wappen Hongkongs

Bereits während der britischen Kolonialherrschaft verabschiedete die Hongkonger Regierung am 28. Februar 1922 mit der Notstandsverordnung im Zusammenhang mit dem Streikgesetz ein Sicherheitsgesetz, auf das sie sich u. a. während der Unruhen in Hongkong 1967, während der Ölkrise 1973, während der Proteste in Hongkong 2019/2020 und bei der Verschiebung der Wahlen zum Legislativrat 2020 berief.
Das aktuelle Gesetz wurde von zahlreichen Ländern hauptsächlich des Westens und von Japan heftig kritisiert und veranlasste beispielsweise Australien, Kanada, das Vereinigte Königreich und die Vereinigten Staaten, ihre Einwanderungsbestimmungen für Migranten aus Hongkong zu lockern. Andere Länder, u. a. Kuba, Nordkorea, Syrien und der Iran, brachten aber auch ihre Unterstützung für das Gesetz zum Ausdruck und erklärten die Sache als innere Angelegenheit Chinas, in die sich nicht einzumischen sei.
Besondere Aufmerksamkeit liegt weltweit auf Artikel 38 des Gesetzes, der besagt, dass die Bestimmungen auch auf diejenigen anwendbar sind, die nicht ständig in Hongkong ansässig sind oder nicht dort wohnen (also praktisch auf jeden).
Außenminister Heiko Maas kündigte an, eine mögliche Reaktion Deutschlands seien Maßnahmen wie die Vereinfachung der Einreise für Hongkonger, einen Exportstopp für bestimmte Rüstungsgüter, Stipendienprogramme für durch das Gesetz bedrohte Wissenschaftler, Künstler oder Journalisten sowie ein Ende des Auslieferungsabkommens mit Hongkong.

## Hintergrund
Artikel 23 des Grundgesetzes von Hongkong sieht vor, dass die Sonderverwaltungszone eigenständig Gesetze erlassen soll, um ihre Sicherheit zu gewährleisten, im übersetzten Wortlaut:
„Die Sonderverwaltungsregion Hongkong erlässt eigenständig Gesetze, um Verrat, Sezession, Aufruhr, Subversion gegen die zentrale Volksregierung oder Diebstahl von Staatsgeheimnissen zu verbieten und ausländischen politischen Organisationen oder Körperschaften die Ausübung politischer Aktivitäten in der Region zu verbieten und um politischen Organisationen oder Körperschaften der Region zu verbieten, Verbindungen zu ausländischen politischen Organisationen oder Körperschaften herzustellen.“
Im September 2002 veröffentlichte die Regierung von Hongkong „Vorschläge zur Umsetzung von Artikel 23 des Grundgesetzes“. Vor dem Hintergrund Zehntausender hiergegen protestierender Menschen fanden die Beratungen über die Gesetzesinitiative aber im Dezember 2002 ihr vorzeitiges Ende.

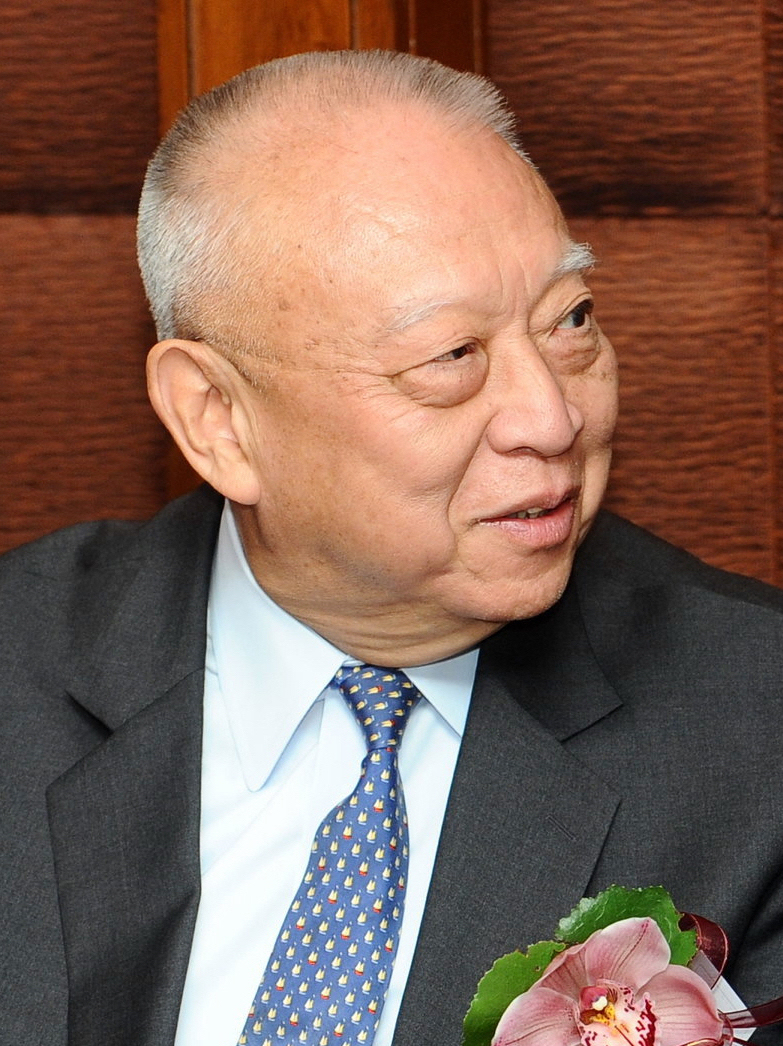
Tung Chee-hwa (2011)

Der im Februar 2003 vorgelegte Entwurf des Gesetzes zur Nationalen Sicherheit enthielt zwar Zugeständnisse an die Protestierenden, wurde aber wegen der überwältigenden Opposition zurückgezogen: Am 1. Juli, dem sechsten Jahrestag der Rückgabe Hongkongs an China, gingen mehr als eine halbe Million Einwohner auf die Straße, um gegen Regierungschef Tung Chee-hwa und die Sicherheitsministerin Regina Ip zu protestieren. Am Abend des 6. Juli beschloss der Vorsitzende der Liberalen Partei, James Tien, sich aus Protest aus der Regierungskoalition zurückzuziehen. In dem Wissen, dass das Gesetz ohne die Liberale Partei nicht verabschiedet werden würde, beschloss die Regierung schließlich, es zu verschieben, bevor es auf unbestimmte Zeit zurückgestellt wurde.
Im Jahr 2018 forderte Wang Zhimin, Direktor des Verbindungsbüros der zentralen Volksregierung in Hongkong, die Regierung von Hongkong dazu auf, endlich nationale Sicherheitsgesetze zu erlassen. Er begründete dies damit, dass Hongkong der einzige Ort auf der Welt ohne eigene Sicherheitsgesetze sei: „Es ist eine große Schwäche in der allgemeinen Sicherheit der Nation, und es hat direkte Auswirkungen auf die Bewohner“.
2019 legte die Regierung von Hongkong den Entwurf des Gesetzes über flüchtige Straftäter und Rechtshilfe in Strafsachen vor, das die Auslieferung selbst an Länder und Gebiete vorsah, die keine formellen Auslieferungsabkommen mit Hongkong haben, einschließlich Taiwan und der Volksrepublik China. Diese Gesetzesvorlage löste die anhaltenden Proteste ab 2019 aus und wurde am 23. Oktober 2019 zurückgezogen.

## Das Gesetz

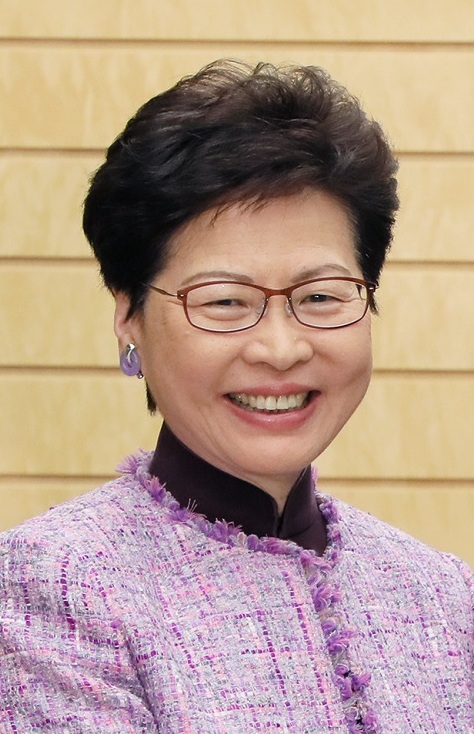
Carrie Lam (2019)

Die Hongkonger Regierungschefin Carrie Lam betonte, dass die Proteste von 2019 die Verabschiedung eines Sicherheitsgesetzes notwendiger machten als zuvor. Die chinesische Zentralregierung war allerdings der Ansicht, dass das politische Klima in Hongkong aufgrund der Proteste die eigenständige Verabschiedung nationaler Sicherheitsgesetze gemäß Artikel 23 nicht zulasse und setzte stattdessen den Gesetzgebungsprozess durch den Nationalen Volkskongress in Gang. Am 15. April 2020 forderte Luo Huining, der neue Leiter des Verbindungsbüros, die zügige Verabschiedung eines nationalen Sicherheitsgesetzes für die Stadt.
Am 22. Mai 2020 ermächtigte der Nationale Volkskongress seinen Ständigen Ausschuss, ein nationales Sicherheitsgesetz für Hongkong zu erlassen, falls die Sonderverwaltungszone dies nicht gemäß Artikel 23 so bald wie möglich selbst gesetzlich regele.
Die ersten konkreten Einzelheiten der Gesetzgebung wurden am 15. Juni 2020 bekannt gegeben, auf einem Seminar anlässlich des 30. Jahrestages der Verkündung des Hongkonger Grundgesetzes. Am 18. Juni 2020 legte die chinesische Regierung dem Volkskongress den Gesetzesentwurf vor, der in dreitägiger Parlamentssitzung verhandelt wurde.

Am 23. Juni 2020 teilte Carrie Lam mit, sie habe bisher keinen Gesetzesentwurf gesehen, und noch am 29. Juni 2020, als die Gesetzgeber in Peking die endgültige Fassung genehmigten, wollte sich Lam nicht zum Gesetzentwurf äußern.

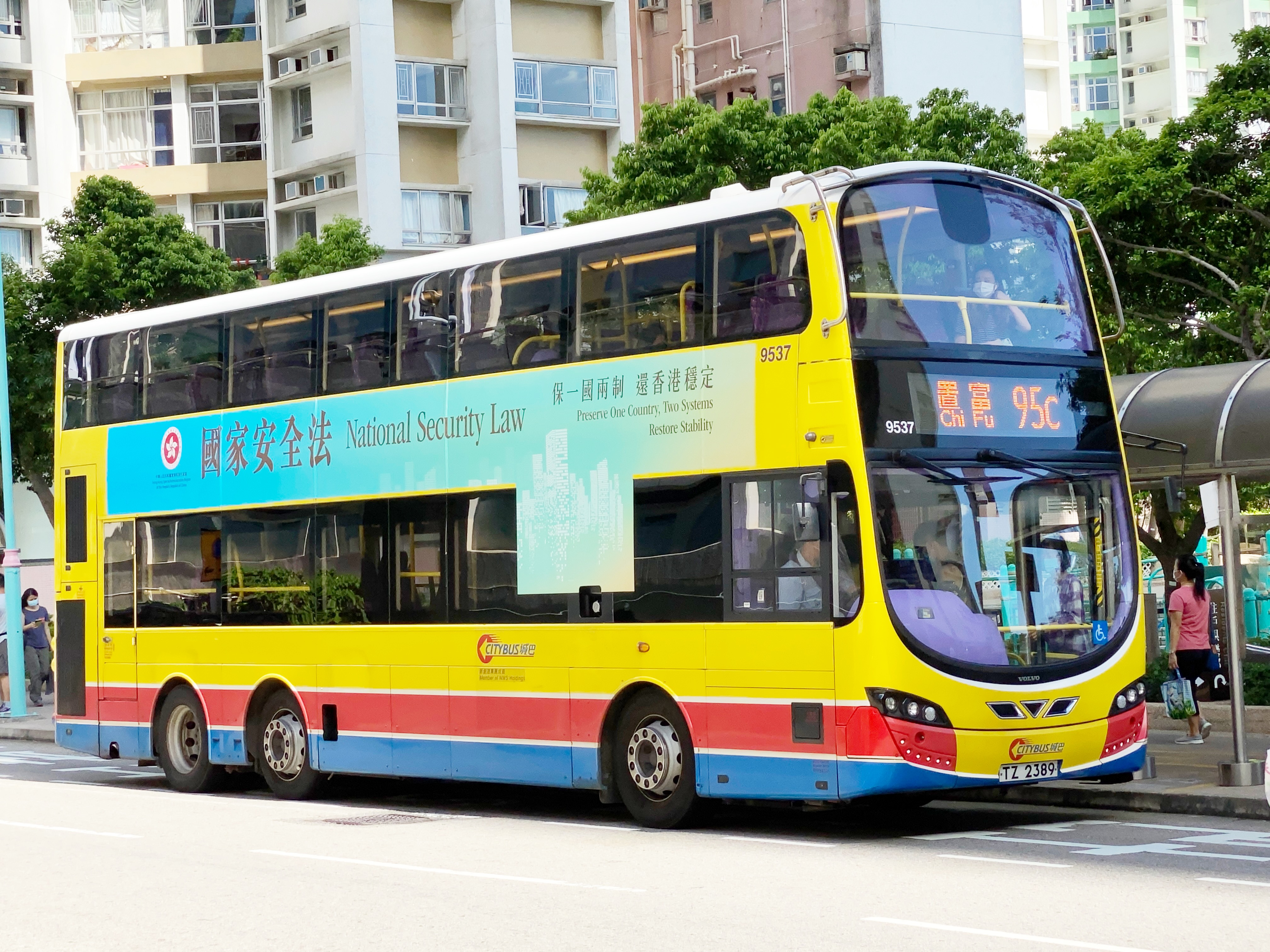
Bus-Werbung für das Chinesische Sicherheitsgesetz für Hongkong

Der Nationale Volkskongress der Volksrepublik China verabschiedete das Gesetz am 30. Juni 2020 einstimmig. Unter Umgehung der Legislative Hongkongs wurde das Gesetz einfach dem Anhang III des Hongkonger Grundgesetzes zugefügt, wo die Gesetze der Volksrepublik China aufgelistet sind, die in der Sonderverwaltungszone Anwendung finden.
Der vollständige Gesetzestext wurde erst mit Inkrafttreten des Gesetzes am 30. Juni um 23.00 Uhr Ortszeit veröffentlicht, kurz vor dem 23. Jahrestag der Rückgabe Hongkongs am 1. Juli, wo jährlich große Demonstrationen für die Demokratie stattfinden. Es sei sehr symbolisch, dass dieses Gesetz nur einen Tag vor dem Jahrestag der Übergabe Hongkongs von Großbritannien an das chinesische Festland verabschiedet wurde, sagte Katrina Yu, Journalistin für Al Jazeera in Peking.
Das Gesetz hat sechs Kapitel mit 66 Artikeln, die in der Hong Kong Government Gazette ausschließlich in chinesischer Sprache veröffentlicht wurden. China kündigte an, dass es die Anwendung des Gesetzes überwachen wird. Einzelne Eckpunkte des Gesetzes sind:
- Es werden Verbrechen in vier Bereichen aufgeführt (Sezession, Subversion, Terrorismus, Kollusion), die mit einer Mindeststrafe von drei Jahren bis hin zu lebenslanger Haft bestraft werden können,[31]

- Die Beschädigung von öffentlichen Verkehrsmitteln kann als Terrorismus betrachtet werden,
- Die Anstiftung zum Hass gegen die chinesische Zentralregierung und die Regionalregierung von Hongkong ist nun eine Straftat nach Artikel 29,
- Schuldige nach dem Gesetz werden lebenslang von öffentlichen Ämtern ausgeschlossen,
- Peking errichtet in Hongkong ein neues Sicherheitsbüro mit eigenem Strafverfolgungspersonal, das nicht in die Zuständigkeit der örtlichen Behörden fällt (siehe weiter unten: Büro zur Wahrung der nationalen Sicherheit der zentralen Volksregierung in der Sonderverwaltungsregion Hongkong),
- Der Generaldirektor von Hongkong kann Richter in Fällen der nationalen Sicherheit direkt ernennen,
- Der Justizminister kann entscheiden, ob es einen Geschworenenprozess gibt oder nicht,
- Entscheidungen der nationalen Sicherheitskommission, die von den lokalen Behörden umgesetzt wurden, können rechtlich nicht angefochten werden,
- China behält sich vor, dass es die Strafverfolgung in Fällen übernimmt, die als „sehr ernst“ gelten, und dass Prozesse hinter verschlossenen Türen verhandelt werden können.
- Das Gesetz gilt sowohl für ständige Einwohner in Hongkong als auch für Nicht-Einwohner und Personen von außerhalb, die gegen das Gesetz verstoßen.
- Artikel 38 des Gesetzes bestimmt, dass auch ausländische Staatsangehörige, die außerhalb von Hongkong und China Verbrechen im Sinne des Gesetzes begehen, bei ihrer Ankunft in Hongkong strafrechtlich verfolgt und festgenommen werden könnten.

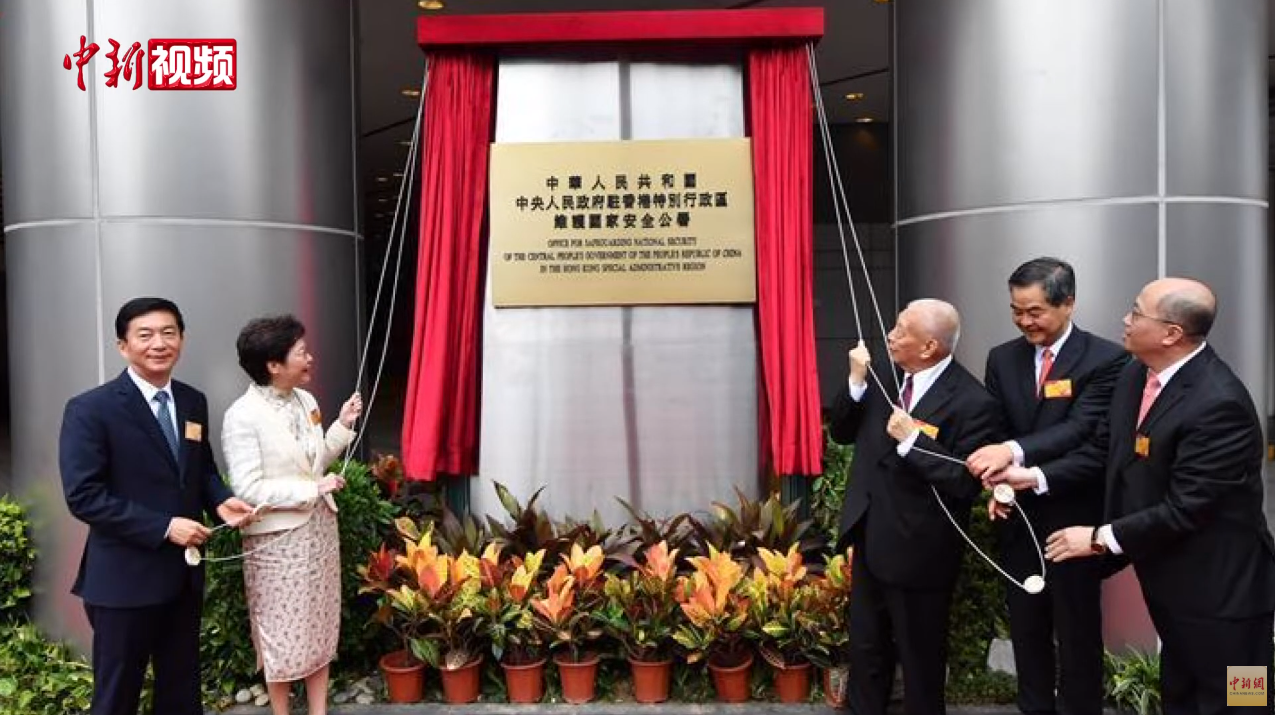
Carrie Lam u. a. am 8. Juli 2020 bei der Einweihung des Büros zur Wahrung der nationalen Sicherheit der zentralen Volksregierung in der Sonderverwaltungsregion Hongkong

Im Rahmen der chinesischen Präsenz in Hongkong sieht das Gesetz die Einrichtung des Büros zur Wahrung der nationalen Sicherheit der zentralen Volksregierung in der Sonderverwaltungsregion Hongkong vor, einer nicht der Hongkonger Gerichtsbarkeit unterstehenden Behörde, die Fälle nach dem Strafprozessgesetz der Volksrepublik China verfolgt. Am 3. Juli 2020 wurde Zheng Yanxiong zum Leiter des Büros ernannt. Zheng gilt als stark nationalistisch in Bezug auf die nationale Sicherheit, mit einer Abneigung gegen Medien.
Am 6. Juli 2020 veröffentlichte die Regierung von Hongkong die Umsetzungsregeln für Artikel 43 des Gesetzes. Diese Regeln ermöglichen es den Polizeibeamten von Hongkong, ohne Haftbefehl Durchsuchungen auf privaten Grundstücken durchzuführen, die Bewegungen von Verdächtigen einzuschränken, ihr Vermögen einzufrieren und die Kommunikation zu überwachen. Die Polizei kann auch von Verlegern, Hosting-Anbietern und Internetdienstanbietern verlangen, Inhalte zu entfernen oder zu blockieren oder zu beschränken, von denen die Polizei glaubt, dass sie nach dem nationalen Sicherheitsgesetz eine Straftat darstellen. Wenn die Anbieter nicht sofort kooperieren, kann die Polizei die Ausrüstung beschlagnahmen und den Inhalt selbst entfernen.
China installiere mit dem Gesetz effektiv eine extreme Version des gescheiterten Auslieferungsgesetzes von Hongkong für 2019, schreibt die Journalistin Emily Feng.

## Reaktionen

### Hongkong

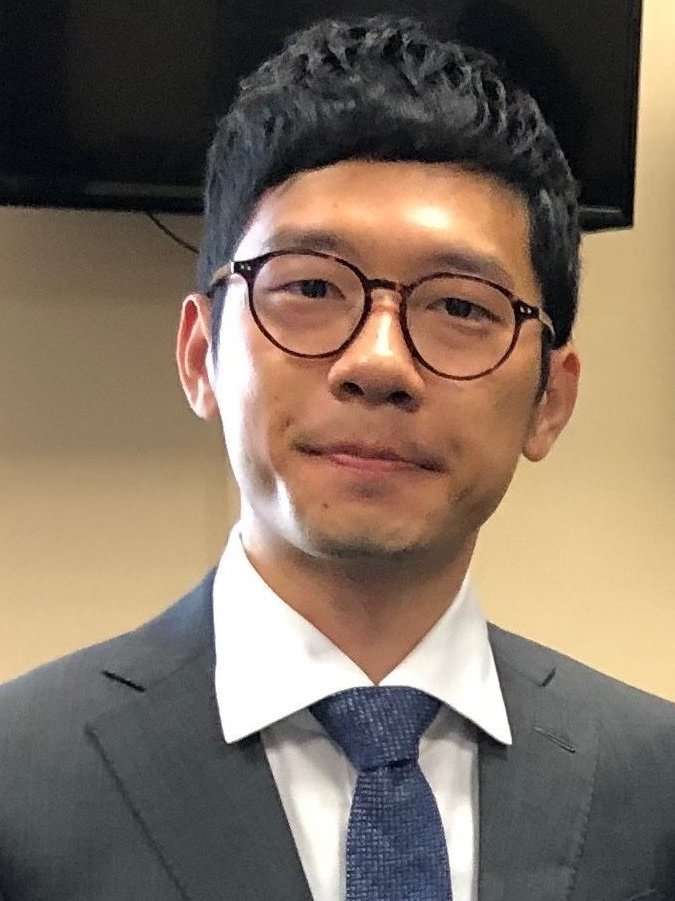
Nathan Law (2019)

Angesichts der Verabschiedung des nationalen Sicherheitsgesetzes am 30. Juni kündigten die prominenten Demokratieaktivisten Joshua Wong, Nathan Law, Agnes Chow und Jeffrey Ngo an, dass sie die Partei Demosistō verlassen würden. Kurz darauf wurde Demosistō aufgelöst und alle Operationen eingestellt. Zwei weitere pro-unabhängige Gruppen erklärten ihre Operationen in Hongkong für beendet, weil sie befürchteten, dass sie Ziel der Strafverfolgung sein würden. Kurz darauf floh Nathan Law aus dem Land.
Obwohl das Gesetz nicht rückwirkend galt, löschten viele Menschen in Hongkong demokratiefreundliche Social-Media-Beiträge und -Konten und baten Journalisten, Beweise für frühere Gespräche zu vernichten.
Bereits nach der Verabschiedung des Volkskongress-Beschlusses am 22. Mai suchten die Bürger von Hongkong nach Wegen, um auszuwandern und Hongkong zu verlassen, da sie der Ansicht waren, dass das Gesetz ihre Meinungs- und Freiheitsrechte grundlegend schädigen würde. Nach Bekanntgabe der Entscheidung verzehnfachte sich die Anzahl von Web-Recherchen zur Auswanderung.
Reuters führte im Juni eine Umfrage zur lokalen Meinung zum Gesetz durch, bevor es umgesetzt wurde. Das Ergebnis zeigte, dass eine Mehrheit der Hongkonger Bevölkerung gegen das Gesetz war. Nur etwa ein Drittel gab an, das Gesetz zu unterstützen. Nachdem das Gesetz in Kraft gesetzt worden war, führte die Nachrichtenagentur Ende August eine weitere Umfrage durch, nach der 60 % der Befragten gegen das Gesetz waren und etwas mehr als 31 % dafür.

### Taiwan

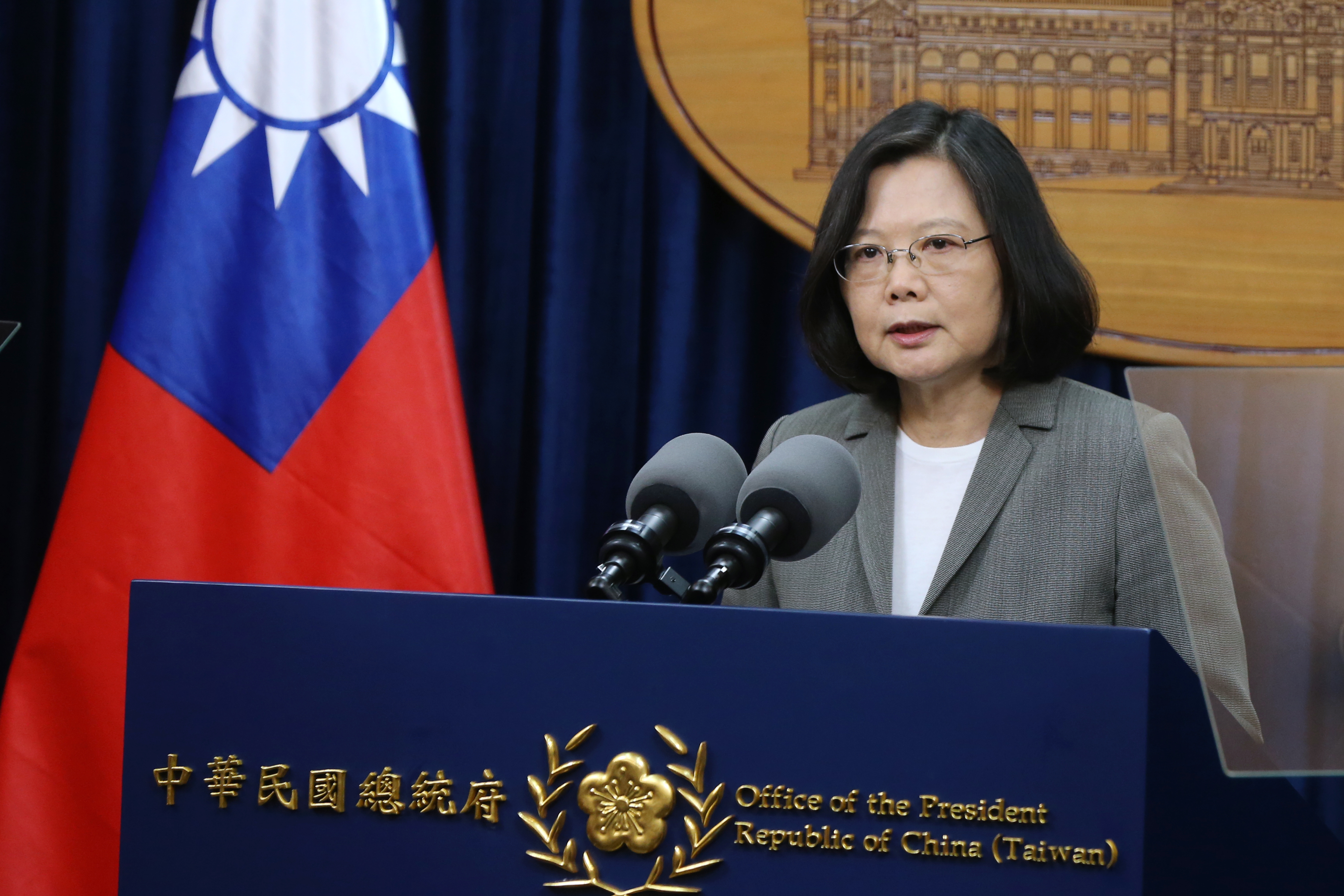
Tsai Ing-wen (2017)

Die taiwanesische Präsidentin Tsai Ing-wen drückte ihre Enttäuschung über das umstrittene Gesetz aus und kündigte an, dass am 1. Juli als Reaktion auf die Verabschiedung des Gesetzes ein Sonderbüro für die Koordinierung der humanitären Hilfe für das Volk in Hongkong eröffnet werde. Die Demokratische Fortschrittspartei warnte vor dem Ende der Politik Ein Land, zwei Systeme für Hongkong. Der Vorsitzende des Rates für Festlandangelegenheiten, Chen Ming-tong, bezeichnete das Gesetz ironisch als „ein Dekret des Himmlischen Reiches an die Menschen auf der Welt“, das nicht nur in Hongkong, sondern weltweit Auswirkungen haben werde.
Der taiwanesische Rat für Festlandangelegenheiten gab eine formelle Warnung an die taiwanesischen Bürger heraus, China, Hongkong oder Macau im Lichte des neuen Sicherheitsgesetzes zu besuchen, damit es nicht zu einem „zweiten Lee Ming-che“ komme.

### Deutschland
Norbert Röttgen verurteilte „den völligen Mangel an Transparenz“ im neuen Hongkonger Gesetz und sagte, der 1. Juli sei der Tag, ab dem Ein Land, zwei Systeme nicht mehr existiere. Margarete Bause sprach von Gleichschaltung.
Am 1. August 2020 setzte die Bundesrepublik das Auslieferungsabkommen mit Hongkong vorläufig aus.

### Vereinigtes Königreich
Ende Mai und Anfang Juni 2020 kündigten Mitglieder des britischen Kabinetts Maßnahmen an, um 3 Millionen Einwohnern Hongkongs einen Weg zur britischen Staatsbürgerschaft zu bieten. Am 3. Juni kündigte Premierminister Boris Johnson an, dass China, wenn es das Gesetz weiter verfolgen würde, den Einwohnern Hongkongs erlauben würde, einen Pass für British National (Overseas), wörtlich: Britische Staatsbürger (Übersee), abgekürzt: BN(O), zu beantragen und ihnen den Weg zur britischen Staatsbürgerschaft zu ebnen. Außenminister Dominic Raab teilte mit, dass Großbritannien Handelsabkommen mit China opfern würde, um Hongkong zu unterstützen. Am 1. Juli gab Johnson die vollständigen Pläne bekannt, nach denen BN(O) und ihre Angehörigen ein Visum beantragen können, mit dem sie fünf Jahre mit dem Recht auf Ausbildung und Arbeitsaufnahme in Großbritannien bleiben können. Nach fünf Jahren können sie das unbefristete Aufenthaltsrecht und ein Jahr später die Staatsbürgerschaft beantragen. Die Anträge für das BN(O)-Visum können seit 31. Januar 2021 gestellt werden.
Das Vereinigte Königreich setzte am 20. Juli 2020 seinen Auslieferungsvertrag mit Hongkong aus.

### Irland
Irland kündigte an, dass der Auslieferungsvertrag nach Hongkong ab dem 23. Oktober 2020 aufgrund der Umsetzung des nationalen Sicherheitsgesetzes ausgesetzt wird.

### Australien
Das eng mit Hongkong verbundene Land setzte am 9. Juli 2020 das Auslieferungsabkommen mit Hongkong aus und lockerte seine Visabestimmungen für Hongkonger. Als Vergeltung setzte China sein Auslieferungsabkommen mit Australien aus.

### Neuseeland
Am 9. Juli kündigte der neuseeländische Außenminister Winston Peters an, dass Neuseeland als Reaktion auf die Einführung des nationalen Sicherheitsgesetzes „die Einstellung seiner Beziehungen“ zu Hongkong überprüfen werde. Am 28. Juli setzte Neuseeland seinen Auslieferungsvertrag mit Hongkong mit der Begründung aus, er habe „die Grundsätze der Rechtsstaatlichkeit untergraben“ und die Regel Ein Land, zwei Systeme untergraben. Als Vergeltung kündigte China am 3. August sein Auslieferungsabkommen mit Neuseeland.

### Vereinigte Staaten

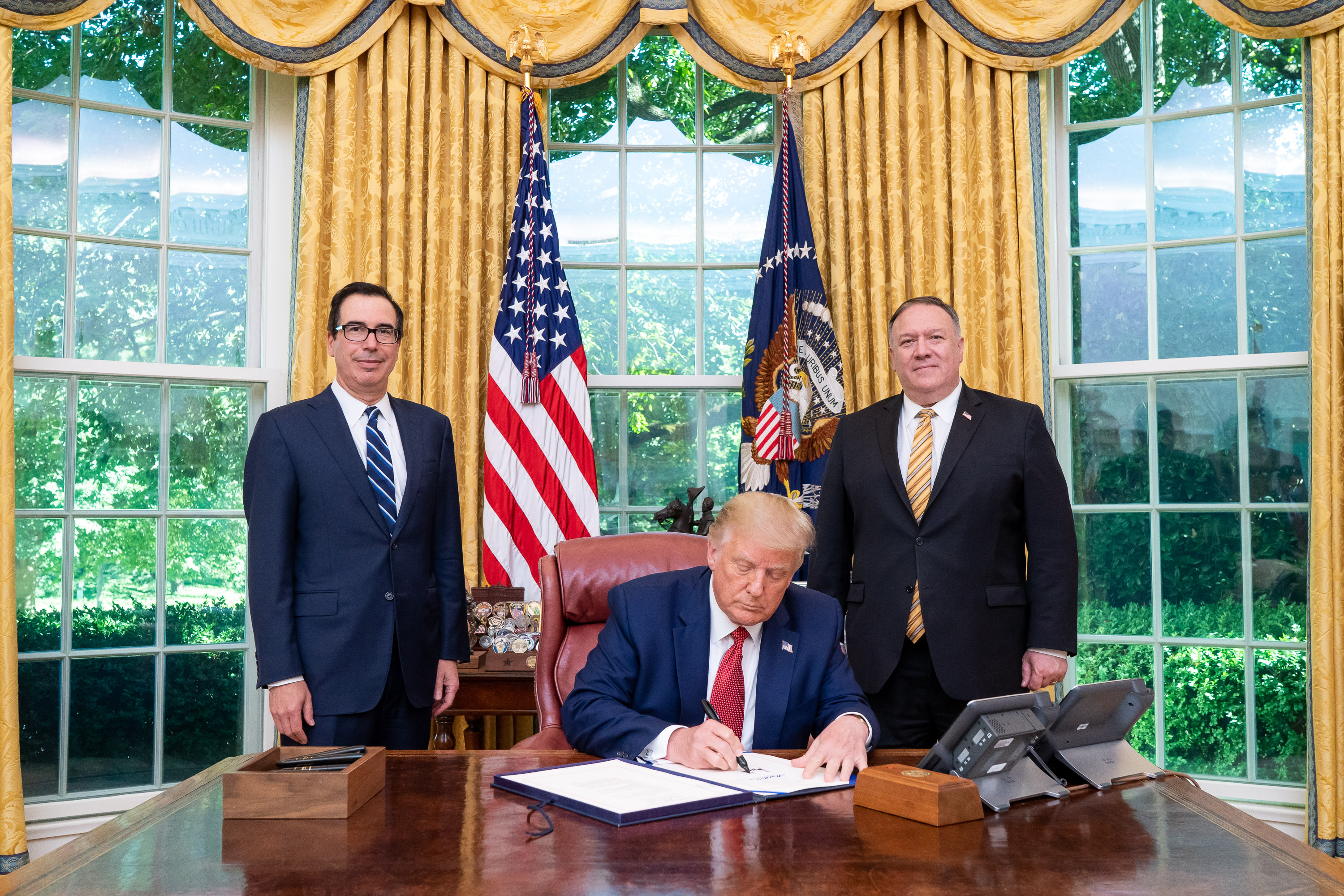
Präsident Trump bei der Unterzeichnung der Executive Order 13936

Bereits im November 2019 hatte der US-Kongress die Hongkong-Menschenrechts- und Demokratieverordnung verabschiedet, vor deren Hintergrund der Präsident der Vereinigten Staaten Donald Trump nach Inkrafttreten des Sicherheitsgesetzes erklärte, dass das Prinzip Ein Land, zwei Systeme nicht mehr in Kraft sei, und am 14. Juli 2020 die Executive Order 13936 erließ, mit der Hongkongs Sonderhandelsstatus mit den Vereinigten Staaten beendet wurde. Der US-Kongress verabschiedete mit dem Hong Kong Autonomy Act im August 2020 Sanktionen gegen mehrere Hongkonger Beamte, einschließlich Carrie Lam. Unter Berufung auf Menschenrechtsbedenken kündigten die USA den Auslieferungsvertrag und stellte die Zusammenarbeit bei der Ausbildung von Polizei und Militär ein.
Sowohl die Demokratische als auch die Republikanische Partei erstellten am 2. Juli 2020 verabschiedete Gesetzesvorlagen, die den Bewohnern von Hongkong, die aufgrund des Gesetzes von Verfolgung bedroht sind, Flüchtlingsstatus gewähren.
Am 14. Oktober 2020 veröffentlichte das US-Außenministerium einen Bericht über 10 Personen, die wesentlich dazu beigetragen hätten, dass China seinen Verpflichtungen aus der chinesisch-britischen gemeinsamen Erklärung und dem Grundgesetz von Hongkong nicht nachkommt, und zwar Xia Baolong, Zhang Xiaoming, Luo Huining, Carrie Lam, Teresa Cheng, Erick Tsang, Zheng Yanxiong, Eric Chan, John Lee und Chris Tang. Vier weitere Beamte wurden am 9. November vom Außenministerium sanktioniert, darunter Edwina Lau, Leiterin der neu geschaffenen Nationalen Sicherheitsabteilung der Polizei von Hongkong und Li Jiangzhou, stellvertretender Direktor des Hongkonger Büros zur Wahrung der nationalen Sicherheit. Am 7. Dezember wurden 14 stellvertretende Vorsitzende des Ständigen Ausschusses des Nationalen Volkskongresses der Volksrepublik China in der Liste der Specially Designated Nationals and Blocked Persons hinzufügt, indem ihre US-Vermögenswerte eingefroren und ihnen Reisen in die USA verboten wurden.

### Kanada
Am 3. Juli kündigte Kanada an, die Auslieferung von Menschen nach Hongkong einzustellen, bestimmte Waren einschließlich Waffen nicht mehr in die Region zu exportieren und die Einführung von Einwanderungserleichterungen für Hongkonger in Betracht zu ziehen.

### Japan
In Japan gründeten Gen Nakatani von der Liberal Democratic Party und Shiori Yamao am 29. Juli eine überparteiliche Gruppe mit dem Ziel, die Visabestimmungen für alle Bürger Hongkongs, die die Stadt aufgrund des nationalen Sicherheitsgesetzes verlassen, zu lockern und es Hongkonger einfacher zu machen, nach Japan auszuwandern und dort zu arbeiten.
Obwohl in der Regel eine neutrale Haltung gegenüber China wahrend, unterzeichnete Japan die Erklärung der G7-Außenminister vom 17. Juni 2020, in der China wegen der Einführung des Gesetzes verurteilt wird.

### Südkorea
Südkorea nahm keine klare Position für oder gegen das Chinesische Sicherheitsgesetz ein. Experten sind aber der Ansicht, dass eine direkte Unterstützung Chinas die wichtige diplomatische Beziehung Südkoreas zu den USA schädigen und auch den demokratiefreundlichen Ansichten Südkoreas zuwiderlaufen würde. Gleichzeitig würde eine lautstarke Opposition gegen China das Risiko bergen, Südkorea wirtschaftlich zu schädigen, da China sein wichtigster Handelspartner ist.

### Europäische Union
Der Präsident des Europäischen Rates Charles Michel und die NATO erklärten, dass China die Rechtsstaatlichkeit in Hongkong zerstören würde. Ursula von der Leyen, die Präsidentin der Europäischen Kommission, kündigte einen Diskurs darüber an, ob China als Handelspartner diskreditiert werden solle.

### Vereinte Nationen

Haltung der Staaten im UN-Menschenrechtsrat
unterstützend
ablehnend

Auf einer Sitzung des Menschenrechtsrates der Vereinten Nationen am 30. Juni brachte eine Mehrheit der Mitglieder ihre Unterstützung für das Gesetz zum Ausdruck. Der kubanische Botschafter erklärte im Namen von 52 Ländern Hongkong-Angelegenheiten seien Chinas innere Angelegenheiten, die keine Einmischung ausländischer Streitkräfte dulden. In der Erklärung wurde bereits die Diskussion des Gesetzes im UN-Menschenrechtsrat selbst kritisiert und argumentiert, dass die Nichteinmischung in innere Angelegenheiten souveräner Staaten ein wesentliches in der Charta der Vereinten Nationen verankertes Prinzip sei.
Der britische UN-Botschafter legte den Vereinten Nationen dagegen im Namen von 27 anderen Ländern eine Erklärung vor, die das Gesetz kritisiert.

### Weitere Stimmen
Tom Cheshire, der Asienkorrespondent von Sky News, schrieb am 30. Juni 2020, dass das Gesetz und seine Stärke ein Beweis dafür seien, dass es der chinesischen Regierung egal sei, was die Welt von ihrem Verhalten hält. Xi Jinping wolle anscheinend nicht bis 2047 warten, um Hongkong zu übernehmen. Der Zeitpunkt deutet darauf hin, dass es die Ablenkung der Welt durch die COVID-19-Pandemie China einfacher machte, das Gesetz durchzusetzen.
CNN äußerte sich besorgt über die Meinungsfreiheit ausländischer Medien, da mehrere Unternehmen – darunter Bloomberg und die Agence France-Presse – ihren asiatischen Hauptsitz in Hongkong haben.

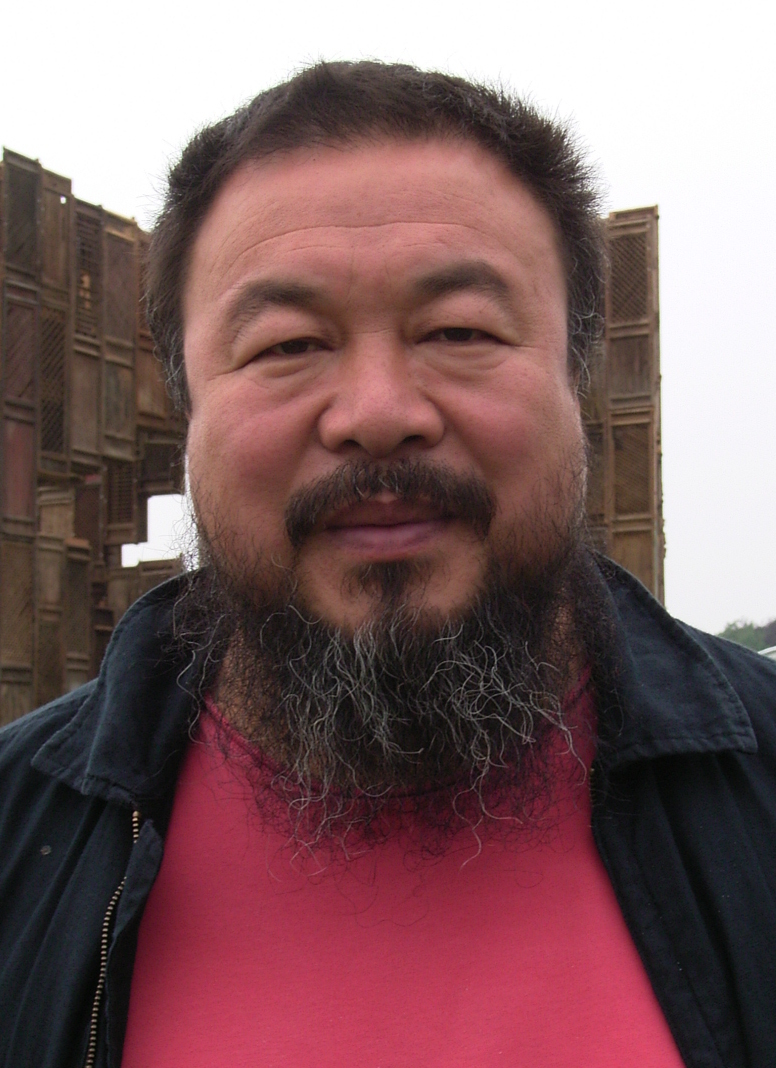
Ai Weiwei (2007)

Joshua Rosenzweig, der Leiter des China-Teams von Amnesty International, sagte: „Die Verabschiedung des nationalen Sicherheitsgesetzes ist ein schmerzhafter Moment für die Menschen in Hongkong und stellt die größte Bedrohung für die Menschenrechte in der jüngsten Geschichte der Stadt dar. Von nun an wird China die Macht haben, jedem von ihm bestimmten kriminellen Verdächtigen seine eigenen Gesetze aufzuerlegen“.
Ai Weiwei sagte der BBC am 1. Juli, dies sei Hongkongs dunkelster Tag.
Am 3. Juni gaben die Banken HSBC und Standard Chartered ihre Unterstützung für das Gesetz bekannt. HSBC schrieb in einem Post, dass das Unternehmen alle Gesetze respektiere und unterstütze, die die soziale Ordnung in Hongkong stabilisieren. Standard Chartered erklärte, man glaube, dass das Gesetz dazu beitragen könne, die langfristige wirtschaftliche und soziale Stabilität von Hongkong aufrechtzuerhalten. Dominic Raab kritisierte diese Aussagen und führte aus: „Letztendlich werden Unternehmen ihre eigenen Entscheidungen treffen, aber lassen Sie es mich so sagen: Wir werden die Menschen in Hongkong nicht über dem Altar der Boni von Bankern opfern.“
Im Interview mit ZDFheute verteidigte Regina Ip das nationale Sicherheitsgesetz: Die Verfassung schütze das Recht, die Regierung zu kritisieren. Die Grenzen seien da überschritten, wo gegen das System als solches oder für die Unabhängigkeit Hongkongs demonstriert werde.

## Durchsetzung des Gesetzes

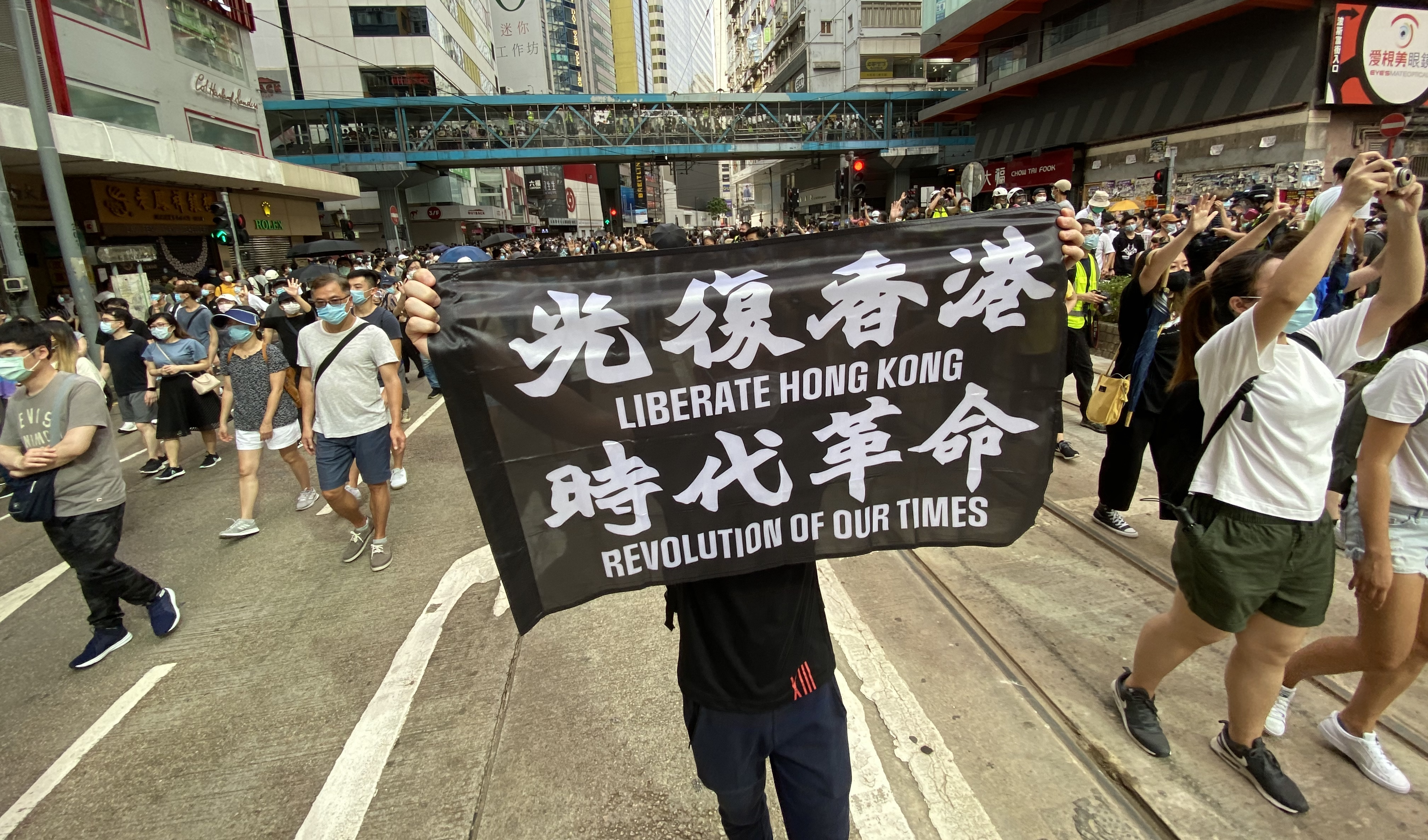
Am 1. Juli 2020, dem ersten Tag des Inkrafttretens des Nationalen Sicherheitsgesetzes für Hongkong, versammelten sich Zehntausende Hongkonger auf den Straßen in Causeway Bay, um zu protestieren.

Am 1. Juli 2020 gingen viele Protestierende auf die Straße, obwohl die Demonstration von der Polizei verboten worden war. Zehn Personen wurden wegen Verstoßes gegen das neue Gesetz festgenommen. Die Polizei nahm DNA-Proben von Verdächtigen, die wegen des Verdachts der Verletzung des Sicherheitsgesetzes festgenommen wurden.
Am 29. Juli wurden der 19-jährige Tony Chung und drei weitere ehemalige Mitglieder der Unabhängigkeitsgruppe Studentlocalism wegen des Verdachts der Anstiftung zur Sezession festgenommen. Sie waren die ersten politischen Aktivisten, die nach dem neuen Gesetz festgenommen wurden. Chung sagte aus, die Männer, die ihn abführten, brachten ihn zu einem Einkaufszentrum, wo sein Telefon gewaltsam entriegelt wurde, und brachen dann auf, um sein Haus in Yuen Long zu durchsuchen. Am 27. Oktober wurde Chung erneut zusammen mit zwei anderen Aktivisten verhaftet und inhaftiert. Am 29. Oktober wurden sie mehrerer Straftaten angeklagt, darunter erneut wegen Sezession im Zusammenhang mit der nationalen Sicherheit. Eine Freilassung auf Kaution wurden ihnen verweigert.

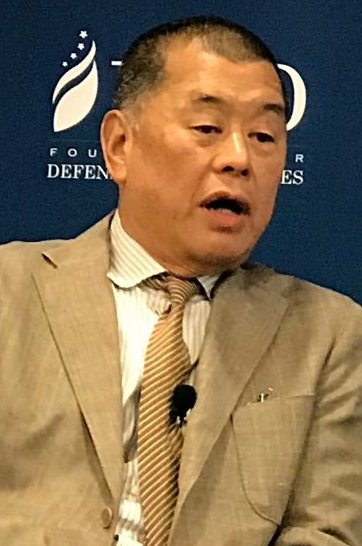
Jimmy Lai (2019)

Am 10. August wurde der Gründer der Tabloid-Zeitung Apple Daily, Jimmy Lai, zusammen mit sechs weiteren Personen, die mit seinem Unternehmen Next Media in Verbindung stehen, unter dem Vorwurf der „Absprache mit ausländischen Mächten“ festgenommen. Über 200 Polizeikräfte durchsuchten das Hauptquartier von Next Media in Tseung Kwan O. Am selben Tag wurden auch die Aktivisten Agnes Chow, Andy Li und Wilson Li wegen verschiedener nationaler Sicherheitsvorwürfe festgenommen. Der Überfall auf Apple Daily löste einen massiven Anstieg der Unterstützung für die Zeitung aus. Die Aktienkurse von Next Media stiegen um 300 %. Andere unabhängige lokale Medienunternehmen wie TVMost und i-Cable Communications, die vorher ebenfalls negativ über die Regierung berichtet hatten, verzeichneten ebenfalls einen deutlichen Anstieg ihrer Aktienkurse.

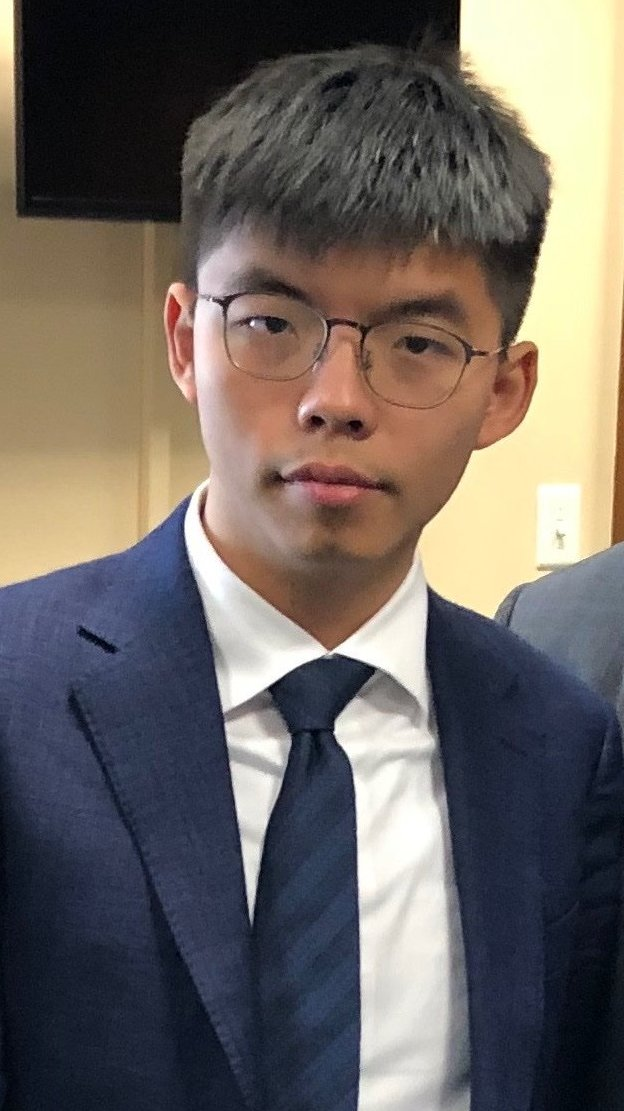
Joshua Wong (2019)

Am 5. November postete die Polizei von Hongkong auf ihrer Webseite einen Hinweis an die Öffentlichkeit, per E-Mail, SMS und der Messaging-Plattform WeChat Informationen zur nationalen Sicherheit bereitzustellen oder zu melden. In den sozialen Medien forderte die Polizei unter dem Hinweis, die Anonymität bliebe geschützt, die Bürger dazu auf, Informationen, Fotos, Audio oder Video zu teilen. Bereits vor dem Inkrafttreten des Gesetzes war Joshua Wong der Ansicht, dass das Gesetz die Bürger dazu ermutige, sich gegenseitig zu denunzieren. Am 6. November berichtete die Polizei, bereits mehr als 2.500 Informationen erhalten zu haben.
Laut chinesischen staatlichen Medien erließ die Polizei von Hongkong am 31. Juli 2020 Haftbefehle gegen sechs Aktivisten außerhalb von Hongkong unter Berufung auf mutmaßliche Gesetzesverstöße (u. a. Nathan Law). Ebenfalls auf der Fahndungsliste steht Samuel Chu, Sohn von Reverend Chu Yiu-ming, einem eingebürgerten amerikanischen Staatsbürger, der den Hong Kong Democracy Council in Washington leitet.